# Khàrkiv (1938)
El destructor Khàrkiv (rus: Ха́рьков ,) va ser un dels sis destructors líders de la classe Leningrad construïts per l'Armada Soviètica durant la dècada de 1930, una de les tres variants del Projecte 1. Completat en 1938, va sofrir danys lleus durant l'atac a la ciutat romanesa de Constanța, uns dies després de la invasió alemanya de la Unió Soviètica el 22 de juny i va cobrir l'evacuació de la Flota del Danubi a Odessa el mes següent. Durant el Setge d'Odessa i el Setge de Sebastopol el 1941-1942, el vaixell va transportar reforços i subministraments a aquestes ciutats, va evacuar als ferits i refugiats i va bombardejar les posicions de les tropes de l'Eix. Danyat per avions alemanys unes setmanes abans de la rendició de Sebastopol el 4 de juliol, el Khàrkiv va estar en reparació fins a principis d'agost.
Durant la Batalla del Caucas, el vaixell va realitzar les mateixes missions que va fer abans, bombardejant posicions de l'Eix i transportant tropes i homes ferits des de ports amenaçats per l'avanç alemany al llarg de la costa de la mar Negra. Al febrer de 1943, va fer costat a les forces soviètiques mentre realitzaven un desembarcament amfibi darrere de les línies alemanyes i després van donar suport de foc naval a la fi de mes. Durant els següents mesos, el Khàrkiv va bombardejar els ports controlats pels alemanys al Caucas i Crimea. Mentre tornava d'una d'aquestes missions, a l'octubre, el vaixell va ser danyat per bombarders en picat alemanys i es va enfonsar mentre el remolcaven més tard aquest mateix dia, juntament amb altres dos destructors.

## Disseny i descripció
Impressionats pels dissenys dels grans destructors francesos (contre-torpilleur) com la classe Vauquelin de principis de la dècada de 1930, els soviètics van dissenyar la seva pròpia versió. Els destructors de classe Leningrad tenien una eslora total de 127,5 metres i 122 metres de llarg en la línia de flotació. Els vaixells tenien una màniga de 11,7 metres i un calat de 4,06 metres a tota càrrega. Construït en dos lots, el primer lot (Projecte 1) desplaçava 2180 tones amb càrrega estàndard i 2.623 tones a tota càrrega. La seva tripulació comptava amb 250 oficials i mariners en temps de pau i 311 en temps de guerra.
Els vaixells tenien tres turbines de vapor amb engranatges, cadascuna impulsant una hèlix, dissenyades per a produir 66.000 CV en l'eix (49.000 kW) utilitzant vapor de tres calderes de tres tambors que estava destinat a donar-los una velocitat màxima de 40 nusos (74 km/h). Els Leningrads transportaven combustible suficient per a donar-los un abast de 2100 milles nàutiques (3.900 km) a 20 nusos (37 km/h).
Tal com es van construir, els vaixells de la classe Leningrad muntaven cinc canons B-13 de 130 mil·límetres en dos parells de muntures individuals superfoc a proa i popa de la superestructura i una altra muntura entre el pont i l'embut davanter. Les armes estaven protegides per escuts d'armes. La defensa antiaèria va ser proporcionada per un parell de canons 34-K AA de 76,2 mil·límetres en suports individuals en la superestructura de popa i un parell de canons AA 21-K de 45 mil·límetres muntats a cada costat del pont, així com una dotzena de metralladores Browning M2 de 12,7 mil·límetres en sis muntatges de dos canons. Portaven vuit tubs llançatorpedes de 533 mm en dos muntatges quàdruples giratoris; cada tub estava proveït d'una recàrrega.
Els vaixells també podrien transportar un màxim de 68 o 115 mines i 52 càrregues de profunditat. Van ser equipats amb un conjunt de hidrófonos Arktur per a la detecció antisubmarina.

## Historial de Combat
El Destructor Khàrkiv, porta el nom de la ciutat ucraïnesa de Khàrkiv. La seva construcció va començar el 19 d'octubre de 1932 a la Drassana Núm. 198 (Drassana de la Mar Negra) de Mikolaiv i va ser botat el 9 de setembre de 1934. Remolcat a la Drassana No. 201 a Sebastòpol per a la seva finalització, el Khàrkiv va ser acabat el 19 de novembre de 1938 i assignat a la Flota del Mar Negre.
Va exercir com a líder de la 3.ª Divisió de Destructors del seu Destacament de Forces Lleugeres des de maig de 1940, participant en exercicis d'entrenament. En cas d'un atac romanès a la Unió Soviètica, el Khàrkiv, com a part de la Flota de la Mar Negra, havia de destruir o capturar la flota romanesa i tallar les comunicacions, bloquejar la costa romanesa, donar suport a un possible desembarcament amfibi i recolzar l'avanç de tropes soviètiques al llarg del Mar Negre. Per a practicar aquest pla, va participar en exercicis amb el 9è Cos Especial de Fusellers de l'Exèrcit Roig entre el 4 i el 19 de juny de 1941, donant suport a un simulacre de desembarcament amfibi en la costa oest de Crimea, prop de Tendra. El destructor va tornar als seus amarraments a la badia de Severanaya a Sebastòpol el 21 de juny.

### Segona Guerra Mundial
Després del començament de l'Operació Barba-roja, la invasió alemanya de la Unió Soviètica, el 22 de juny, la flota va partir per a col·locar camps de mines defensius fora de la seva base a Sebastopol el matí del 23 de juny. L'endemà, el Khàrkiv i els destructors Smyshleny i Besposhchadny de la 3.ª Divisió de Destructors van navegar cap el delta del Danubi per a fer costat als monitors fluvials de la Flota del Danubi en resposta a un informe de destructors romanesos que abandonaven el port de Constanța. Els destructors van bombardejar a les tropes romaneses al voltant de l'Illa de les Serps, van donar suport a diverses operacions amfíbies i van col·locar i escombrar mines abans de tornar a Sebastopol el 25 de juny, sense enfrontar-se a les forces de superfície romaneses.

### Incursió a Constança
En les primeres setmanes de la guerra, l'esquadró de destructors de la Flota del Mar Negre va tenir la tasca d'interrompre les línies de subministrament de l'Eix bombardejant Constança (Romania) i les seves instal·lacions de magatzematge de petroli. L'hora del bombardeig es va fixar per a les 05:00h del 26 de juny, per a ser precedida per un atac aeri de trenta minuts per avions de la flota que començaria una hora abans. Per a la incursió, el creuer pesat Voroshilov i el destructor Moscou, havien de cobrir el bombardeig del port, que realitzarien els destructors Khàrkiv, Smyshleny i el Soobrazitelny. Per evitar l'atac aeri de l'Eix, els vaixells van començar a salpar de Sebastopol a la nit, a les 18:00h del 25 de juny. No obstant això, abans de sortir de la badia, es va ordenar que els vaixells tornessin a port perquè el pla havia estat canviat pel Comissari del Poble per a la Marina, vicealmirall Nikolai Kuznetsov, qui va ordenar que els destructors Moscou i Khàrkiv realitzessin el bombardeig, mentre que la resta de vaixells es mantindrien com a suport. Els destructors Moscou i Khàrkiv van partir de la badia de Sebastopol a les 20.10, inicialment en direcció a Odessa com una mesura d'engany i després van girar cap a la seva destinació poca més d'una hora després, seguits pel grup de suport.
El matí del 26 de juny, els destructors Khàrkiv i Moscou, van bombardejar Constanța, encara que l'atac aeri previst no es va dur a terme. Els dos vaixells bessons van disparar 350 rondes entre elles contra tancs de petroli i estacions de ferrocarril des d'una distància d'aproximadament vint quilòmetres, fent explotar un tren de municions i infligint danys considerables. Mentre es preparaven per a partir a les 04:16h després d'haver disparat durant deu minuts, van ser atacats per l'artilleria costanera alemanya i els destructors romanesos Regina Maria i Mărăști a distàncies entre 11.000 i 16.000 m. Poc després, el Moscou va xocar contra una mina que va partir el vaixell per la meitat. Més tard aquest mateix matí, el Khàrkiv va perdre breument la direcció per una explosió pròxima d'una bomba llançada per un bombarder alemany. A les 06:43h, el submarí soviètic Shch-206 va atacar, per error, al Khàrkiv amb un torpede i després Soobrazitelny amb dos més a les 07:00h, afortunadament tots dos atacs van fallar.

### Batalla de Sebastopol
Destructor soviètic de Classe Leningrad a la mar Negra
El Destructor Khàrkiv va ser reparat el 18 de juliol i, juntament amb el creuer lleuger Komintern i els destructors Smyshlennyy, Bodry i Shaumyan, així com nombroses embarcacions més petites, van cobrir la retirada de la Flota del Danubi a Odessa durant els següents dies.
El Khàrkiv va bombardejar posicions de l'Eix diverses vegades durant el Setge d'Odessa i va ajudar a escortar els combois d'evacuació d'Odessa a Sebastòpol a l'octubre. Durant el setge de Sebastopol, va proporcionar foc de suport i va ajudar a evacuar a les tropes aïllades d'altres parts de Crimea a Sebastopol i va portar reforços dels ports del Caucas. El vaixell va ajudar a transportar la 388.ª Divisió de Fusellers de Novorossisk i Tuapsé a Sebastopol entre el 7 i el 13 de desembre, la 79.ª Brigada de Fusellers Navals del 19 al 20 de desembre i la 354.ª Divisió de Fusellers entre el 21 i el 22 de desembre, bombardejant posicions alemanyes mentrestant.
Entre febrer i juliol de 1942, el Khàrkiv va bombardejar les tropes alemanyes moltes vegades i va portar reforços i subministraments per a Sebastopol, evacuant als ferits i refugiats quan tornava al port. El 18 de juny, la direcció del vaixell va ser destruïda per diverses explosions pròximes de bombarders alemanys i va haver de ser remolcat pel destructor líder de la flota, el Taixkent.
Després de les reparacions, el Khàrkiv va bombardejar les posicions de l'Eix prop de Feodòssia del 2 al 3 d'agost i va proporcionar foc de suport als defensors de Novorossisk de l'1 al 4 de setembre. Entre el 8 i l'11 de setembre, va transportar al 137è i 145è Regiments de Fusellers juntament amb la 3.ª Brigada de Fusellers Navals de Poti a Tuapsé i a Guelendjik i un mes després va transportar a 12.600 homes dels 8ª, 9ª i 10.ª Guàrdies Brigades de fusellers de Poti a Tuapse per a reforçar les defenses allí entre el 20 i el 23 d'octubre.
El 29 de novembre de 1942 va escortar al creuer Voroshilov en una missió de va bombardejar de posicions de l'Eix en Feodonisi i va bombardejar Ialta durant la nit del 19 al 20 de desembre. A la nit del 4 de febrer de 1943, els soviètics van fer una sèrie de desembarcaments amfibis a l'oest de Novorossisk, darrere de les línies alemanyes. El Khàrkiv, els creuers lleugers Krasny Kavkaz i Krasny Krym i els destructors Besposhchadny i Soobrazitelny van proporcionar foc de suport per al desembarcament principal, però les tropes soviètiques van ser aniquilades el 6 de febrer, encara que un desembarcament secundari va tenir èxit. El Khàrkiv va bombardejar posicions alemanyes prop de Novorossisk novament durant la nit del 21 al 22 de febrer. Anapa va ser bombardejada la nit del 13/14 de maig i Feodòssia el 22/23 de maig.

### Enfonsament
Durant la nit del 5 al 6 d'octubre de 1943, el destrutor Khàrkiv i els destructors Besposhchadny i Sposobny van bombardejar les ciutats de Ialta, Aluixta i Feodòssia, posteriorment durant el seu viatge de retorn van ser atacats per bombarders en picat Junkers Dj.-87 Stukas pertanyents al Sturzkampfgeschwader 3 (ala de bombarders en picat). El Khàrkiv va ser danyat pel seu primer atac i va haver de ser remolcat pel Sposobny. El segon atac va danyar els tres vaixells i el Sposobny va haver de remolcar al Besposhchadny també. El següent atac va enfonsar tant al Khàrkiv com al Besposhchadny. El Sposobny va ser enfonsat per la quarta ona de bombarders mentre intentava rescatar als supervivents. Aquest incident va portar a Stalin a emetre una ordre prohibint l'ús de vaixells de la grandària d'un destructor o més grans sense el seu permís exprés.
El 6 d'octubre de 1943, a causa del fracàs de la incursió i de les greus pèrdues sofertes per la Flota de la Mar Negra, l'almirall Lev Vladímirski va ser destituït del lloc de comandant de la Flota del Mar Negre i reduïda en grau militar a contraalmirall.